# Palazzo Farnese (Roma)
Palazzo Farnese è un edificio storico di Roma.
Di proprietà dello Stato Italiano, è concesso dal 1936 al governo francese per un periodo di 99 anni. È sede dell'Ambasciata di Francia in Italia e dell'École française di Roma, la cui biblioteca si sviluppa su due piani del palazzo, il secondo e il terzo.
Esempio della corrente sintetista sangallesca nell'architettura rinascimentale cinquecentesca, sorge nell'omonima piazza, nel rione Regola.
Giacomo Puccini vi ambientò il secondo atto dell'opera Tosca.

## Storia
Il progetto originario del palazzo si deve ad Antonio da Sangallo il Giovane, per incarico del cardinale Alessandro Farnese (futuro papa Paolo III), che tra il 1495 e il 1512 aveva acquistato il palazzo Ferriz e altri edifici che sorgevano nell'area. I lavori, iniziati nel 1514, si interruppero per il sacco di Roma nel 1527 e furono ripresi nel 1541, dopo l'ascesa al papato del cardinal Farnese, con modifiche al progetto originario e ad opera dello stesso Sangallo. In particolare venne creata la piazza antistante.

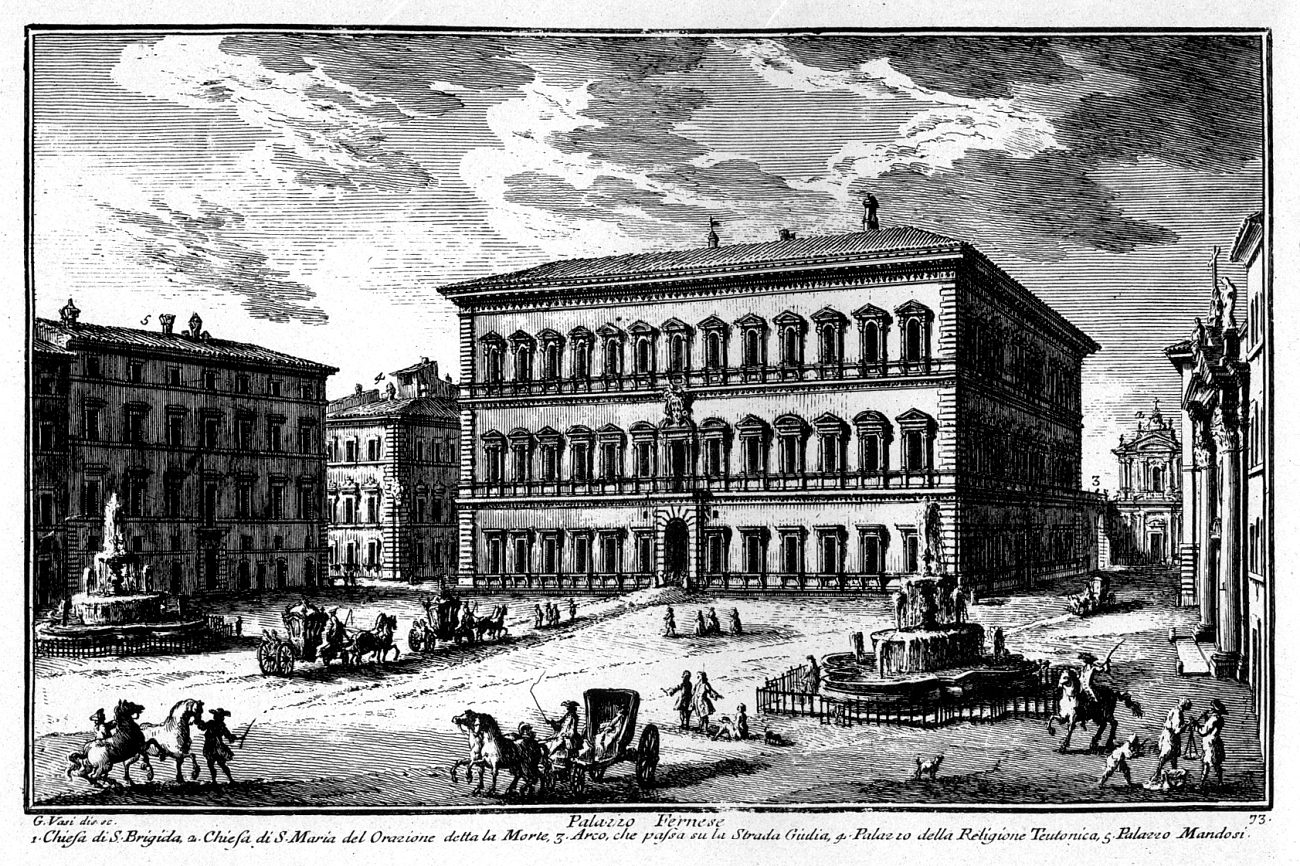
Incisione di Giuseppe Vasi

Dopo la morte del Sangallo nel 1546, i lavori furono proseguiti sotto la direzione di Michelangelo: a lui sembra doversi il cornicione che delimita superiormente la facciata, il balcone sopra il portale centrale con il grande stemma e il completamento di gran parte del cortile interno. La morte del papa interruppe nuovamente i lavori nel 1549.
Altri lavori furono effettuati ad opera di Ruggero nipote del papa, tra il 1565 e la sua morte nel 1575, diretti dal Vignola. Infine a Giacomo della Porta, chiamato dal secondo cardinale Alessandro Farnese, altro nipote del papa, si deve la parte posteriore con la facciata verso il Tevere, completata nel 1589 e che avrebbe dovuto essere collegata con un ponte, mai realizzato, alla Villa Chigi (o "Farnesina"), acquistata nel 1580 sulla riva opposta.
Per la sua mole e forma il palazzo era chiamato "il dado dei Farnese" ed era considerato una delle "Quattro meraviglie di Roma", insieme a Il cembalo dei Borghese, alla Scala dei Caetani e al Portone dei Carboniani.
Nel 1731, in seguito alla morte dell'ultimo duca Antonio Farnese, la proprietà del palazzo passò dai Farnese ai Borbone di Napoli. Nel XVIII secolo Giuseppe Vasi lo denominava sulla sua stampa come "Palazzo Regio Farnese", essendo all'epoca di proprietà del re Carlo VII di Napoli, della famiglia dei Borbone di Napoli, figlio dell'ultima discendente della famiglia, Elisabetta. Divenne in seguito sede dell'ambasciata delle Due Sicilie presso la Santa Sede.
Dal 1860 al 1863 vi risiedette re Francesco II delle Due Sicilie, dopo la perdita del regno, e in questa occasione furono condotti lavori ad opera dell'architetto Antonio Cipolla ed eseguiti alcuni affreschi. Nel 1874 Francesco II ne concesse in affitto una parte al governo francese, che vi trasferì la propria ambasciata, per poi acquistarlo nel 1911. Successivamente fu riacquistato dallo Stato Italiano nel 1936, e contestualmente riaffittato per 99 anni alla Francia per una cifra simbolica, nell'ambito di un patto che prevedeva la concessione allo Stato Italiano, alle stesse condizioni, dell'Hôtel de La Rochefoucauld-Doudeauville (o Hôtel de Boisgelin), attuale sede dell'ambasciata d'Italia a Parigi.
Oltre all'ambasciata, il palazzo ospita dal 1875 la biblioteca dell'École française (la scuola archeologica francese di Roma).

## Descrizione

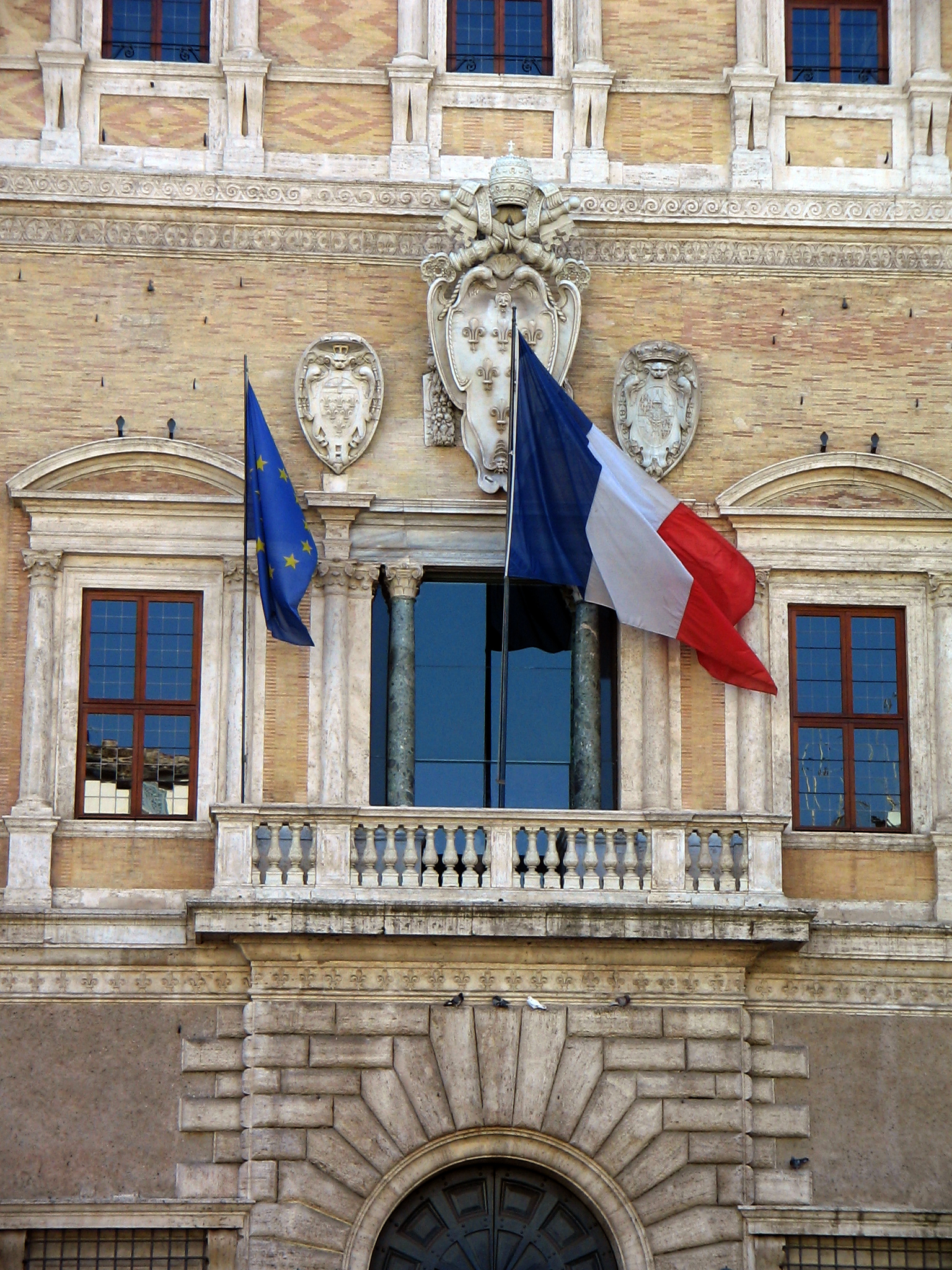
La loggia centrale disegnata da Michelangelo sovrastata dallo stemma dei Farnese

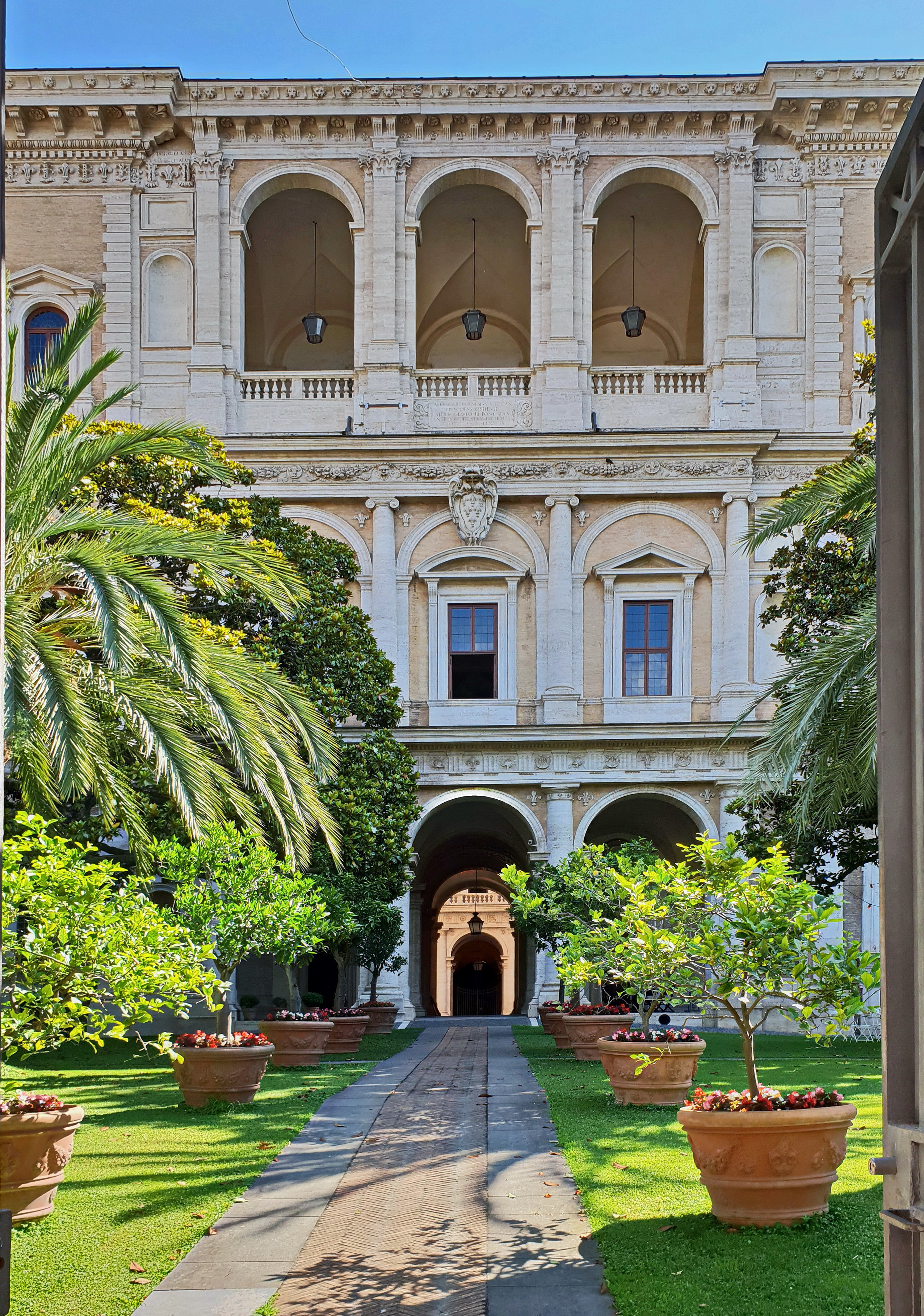
La loggia verso il Tevere

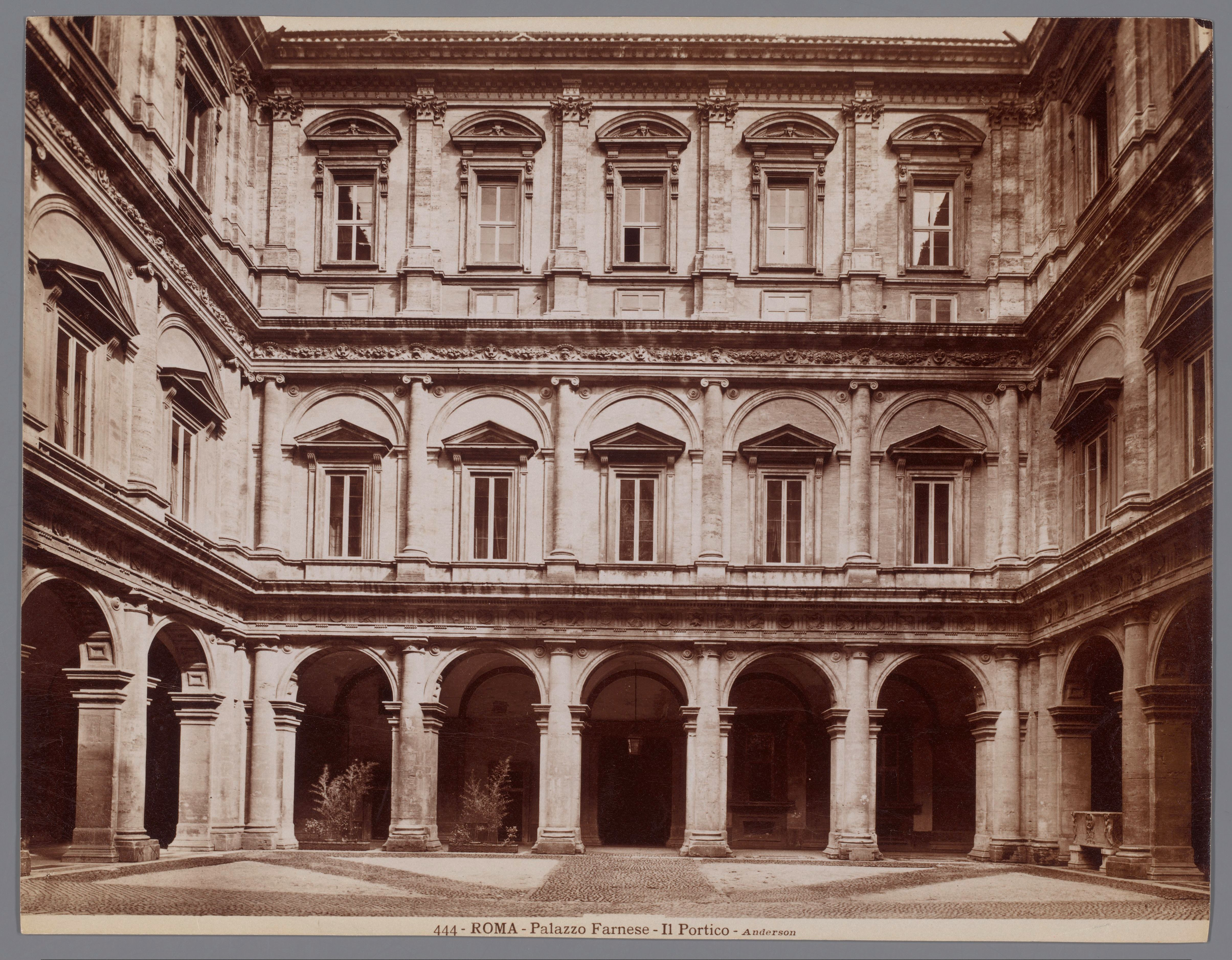
Il cortile o portico

Il palazzo prospetta su una piazza ornata di fontane, che riutilizzano bacini in granito provenienti dalle Terme di Caracalla. La facciata, in mattoni con cantonale in travertino (56 m di lato), si articola su tre piani. Le 13 finestre di ciascun piano presentano differenti decorazioni, e quelle del piano nobile sono coronate da frontoncini alternativamente curvilinei e triangolari.
I restauri condotti nel 2000 hanno evidenziato una decorazione ottenuta con l'uso di mattoni albasi (poco cotti, di colore giallo e particolarmente porosi) e ferraioli (molto cotti, di colore rosso e molto resistenti) in alcune parti della facciata e, in alcuni casi, anche con scialbature di colore. Tali decorazioni tuttavia seguono logiche diverse nella parte destra e in quella sinistra della facciata. Quest'ultima presenta una decorazione geometricamente definita a losanghe, Inoltre nei timpani delle finestre del piano nobile sono presenti degli intarsi floreali, sempre realizzati con mattoni bicromi. Tali mattoni bicromi sono utilizzati anche per l'ammorsatura delle finestre, che presenta una caratteristica apparecchiatura dentellata, presumibilmente per motivi strutturali. Queste decorazioni hanno lasciato supporre nel corso degli anni che la facciata in cortina splendidamente apparecchiata, tagliata e arrotata in opera, fosse fatta per essere lasciata a vista.
La parte destra della facciata è molto meno curata, le losanghe ben definite sono poche e buona parte dei ferraioli sono posti alla rinfusa nella parte alta del piano nobile, nei pressi del cantonale. Questa difformità sulla facciata di quello che è presumibilmente il palazzo gentilizio più importante della Roma rinascimentale ha invece suffragato l'ipotesi che la cortina andasse rivestita e che l'apparecchiatura perfettamente liscia e quasi monolitica avesse lo scopo di minimizzare lo spessore dell'intonaco in stucco di travertino, riducendolo a due o tre mani di scialbo in latte di calce. Quest'ipotesi è suffragata dal ritrovamento di tracce di scialbatura su altre importanti architetture dell'epoca, come ad esempio il Palazzo dei Conservatori di Michelangelo nel complesso del Campidoglio.
Si passa all'interno tramite un vestibolo a tre navate coperte da volta a botte e separate da colonne di ordine dorico in granito rosso.
La decorazione interna è particolarmente raffinata. La "Camera del Cardinale" era stata affrescata già nel 1547 da Daniele da Volterra (fregio superiore), mentre la "sala dei Fasti Farnesiani" fu dipinta da Francesco Salviati tra il 1552 ed il 1556 e completata da Taddeo Zuccari a partire dal 1563.
Ad Annibale Carracci si devono gli affreschi dello studio privato detto Camerino Farnese, iniziati nel 1595, e della celeberrima Galleria, decorata con soggetti mitologici realizzati, inizialmente insieme al fratello Agostino, tra il 1597 e il 1607.
Nella sala di Ercole era conservata la statua dell'Ercole Farnese, attualmente al Museo Archeologico Nazionale di Napoli insieme a numerose altre sculture della collezione Farnese. Vi erano inoltre conservate le statue della Pietà e dell'Abbondanza, opera di Giacomo della Porta e destinate inizialmente alla tomba di Paolo III.

## Collegamenti esterni

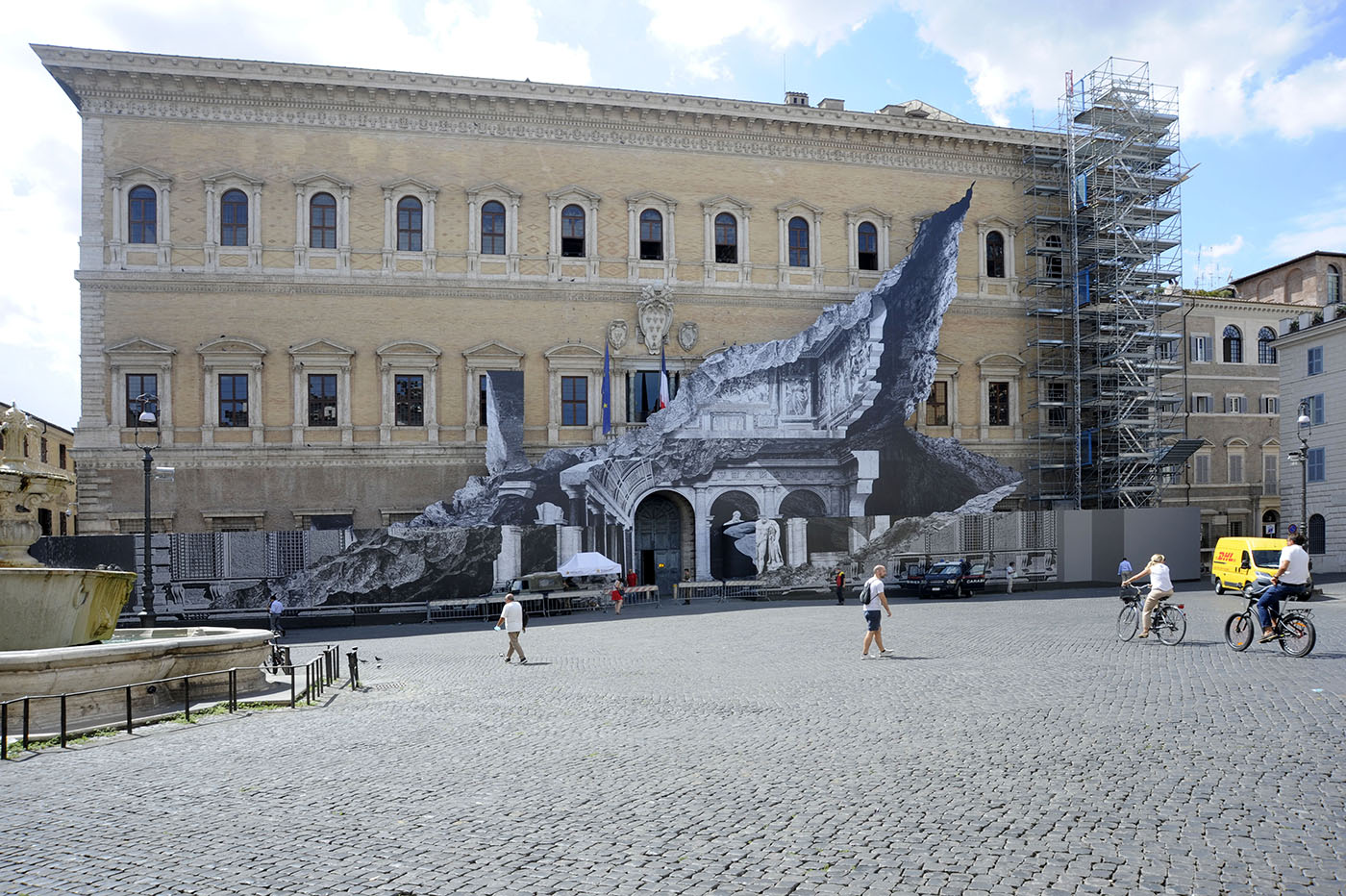
Palazzo Farnese con il mural di JR